# Der verzauberte Otter
Der Fantasy-Film Der verzauberte Otter ist ein Kinderfilm des Regisseurs Sven Severin nach dem Buch von Reinhard Günzler aus dem Jahr 2004. Er basiert auf dem Graslöwen, einer Identifikationsfigur für Kinder, die diesen das Thema Umweltschutz nahebringen soll.

## Handlung
Benny findet einen Otter. Dieser wird von einer Kinderbande gejagt. Zunächst gelingt es Benny, den Otter vor den anderen Kindern zu retten. Doch dann stirbt der Otter. Da erscheint allerdings ein Kobold, der Benny die Möglichkeit eröffnet, den Otter wieder zum Leben zu erwecken. Dazu muss Benny allerdings einem anderen Menschen blind vertrauen können.
Ausgerechnet in dem Mädchen Constanze, das er bisher gar nicht mochte, findet er diesen Menschen. Constanze engagiert sich sehr stark für den Umweltschutz. Gemeinsam müssen sie nun die Ursache herausfinden, die zum Tod des Otters geführt hat. Dafür haben sie nur so lange Zeit, wie der Sand durch die magische Sanduhr fließt.
Sie haben schnell die Kinderbande in Verdacht, die Jagd auf den Otter gemacht hat. Und tatsächlich fährt einer der Jungen mit dem Traktor seines Vaters und lässt Gülle in den Teich im Naturschutzgebiet ab. Mit Hilfe einer magischen Flöte bringen sie den Jungen zu dem Kobold. Dort soll dieser seine Schuld am Tod des Otters gestehen. Nur dann kann der Otter wiederbelebt werden. Doch auch nach dem Geständnis des Jungen, dass er die Gülle abgelassen hat, bleibt der Otter tot.
Schließlich entdecken Benny und Constanze am Seeufer alte Batterien. Eine davon hatte der Otter verschluckt. Da wird Benny klar, dass er selbst am Tod des Otters schuld war, denn er hatte diese Batterien achtlos in den See geworfen. Nach diesem Geständnis erwacht der Otter wieder zum Leben.